# Gigante (Colombia)
Gigante è un comune della Colombia facente parte del dipartimento di Huila.
Il centro abitato venne fondato da Fernando Méndez nel 1782, mentre l'istituzione del comune è del 1789.